# Cantonul Bischwiller
Cantonul Bischwiller este un canton din arondismentul Haguenau, departamentul Bas-Rhin, regiunea Alsacia, Franța.

## Comune
- Auenheim
- Bischwiller (reședință)
- Dalhunden
- Drusenheim
- Forstfeld
- Fort-Louis
- Herrlisheim
- Kaltenhouse
- Kauffenheim
- Leutenheim
- Neuhaeusel
- Oberhoffen-sur-Moder
- Offendorf
- Rœschwoog
- Rohrwiller
- Roppenheim
- Rountzenheim
- Schirrhein
- Schirrhoffen
- Sessenheim
- Soufflenheim
- Stattmatten